# 桂陽監
桂阳监，中国五代十国马楚和宋朝的行政区划——监。
五代后晋天福四年（939年），分郴州设置桂阳监，治所在平阳县（今湖南省桂阳县）。因在桂洞以南得名，下辖平阳县 、蓝山二县。包括今湖南桂阳、蓝山县、嘉禾县、临武县等地。宋高宗绍兴三年（1133年）改为桂阳军。元世祖至元年间改为桂阳路。明朝明太祖洪武年间改为桂阳州。